# Arlington (Oregón)
Arlington es una ciudad ubicada en el condado de Gilliam en el estado estadounidense de Oregón. En el año 2000 tenía una población de 524 habitantes y una densidad poblacional de 113.7 personas por km².

## Geografía
Arlington se encuentra ubicada en las coordenadas 45°42′54″N 120°11′59″O / 45.71500, -120.19972.

## Demografía
Según la Oficina del Censo en 2000 los ingresos medios por hogar en la localidad eran de $35,714, y los ingresos medios por familia eran $45,875. Los hombres tenían unos ingresos medios de $34,250 frente a los $21,161 para las mujeres. La renta per cápita para la localidad era de $17,883. Alrededor del 10.1% de la población estaban por debajo del umbral de pobreza.